# 李延年
李 延年（り えんねん、生没年不詳）は、前漢の人。中山郡の人。武帝に仕えた楽人。妹は武帝の寵姫李夫人。兄弟に将軍となった李広利がいる。傾城傾国の故事で知られる。

## 略歴
父母や兄弟はみな楽人であった。李延年は宮刑を受けて宦官となり、皇帝の飼い犬の世話をしていた。
李延年は歌舞を得意とし、司馬相如らが作った詩に新たな曲を作るごとに、聴く者を感動させた。
その後、妹が武帝に寵愛され、彼女は李夫人と呼ばれるようになった。李夫人は男子を産んだが早死にした。その後、李延年は協律都尉に任命されて二千石の印綬を帯び、武帝と寝起きを共にするほど寵愛された。
李夫人の産んだ子、劉髆は昌邑王に封じられた。また李夫人の兄の李広利は将軍となり、大宛・匈奴と戦った。李延年の弟の李季は後宮の女性と姦淫した。李夫人の死後、李延年への寵愛も衰え、武帝は李延年や兄弟、宗族を誅殺した。